# Episodi di Channel Zero (terza stagione)
La terza stagione della serie televisiva Channel Zero, dal titolo Butcher's Block e composta da 6 episodi, è stata trasmessa in prima visione negli Stati Uniti da Syfy dal 7 febbraio 2018 al 14 marzo 2018.
Tutti i sei episodi sono stati diretti da Arkasha Stevenson.
| nº | Titolo originale       | Titolo italiano                    | Pubblicazione negli USA | Prima TV Italia |
| -- | ---------------------- | ---------------------------------- | ----------------------- | --------------- |
| 1  | Insidious Onset        | Esordio insidioso                  | 7 febbraio 2018         |                 |
| 2  | Father Time            | Kronos                             | 14 febbraio 2018        |                 |
| 3  | All You Ghost Mice     | Tutti voi topi fantasma            | 21 febbraio 2018        |                 |
| 4  | Alice in Slaughterland | Alice nel Paese della Macellazione | 28 febbraio 2018        |                 |
| 5  | The Red Door           | La porta rossa                     | 7 marzo 2018            |                 |
| 6  | Sacrifice Zone         | Sacrifice Zone                     | 14 marzo 2018           |                 |

## Esordio insidioso
- Titolo originale: Insidious Onset
- Diretto da: Arkasha Stevenson
- Scritto da: Nick Antosca

## Kronos
- Titolo originale: Father Time
- Diretto da: Arkasha Stevenson
- Scritto da: Harley Peyton, Mallory Westfall, Angel Varak-Iglar